# نيلسون سوليفان
نيلسون سوليفان (بالإنجليزية: Nelson Sullivan)‏ هو فنان أمريكي، ولد في 1948 في كيرشاو في الولايات المتحدة، وتوفي في 4 يوليو 1989 في نيويورك في الولايات المتحدة.